# البعث⁩⁩ (صحيفة فلسطينية)
البعث⁩⁩ صحيفة فلسطينية يومية سياسية ذات توجه قومي، صدرت في فلسطين عام 1947، وتنقلت بين مدينة رام الله والقدس ثم دمشق. كان الشعار التي تبنته هو «وطن واحد وأمة واحدة» ثم تم تغييره إلى شعار حزب البعث «أمة عربية واحدة، ذات رسالة خالدة». الصحيفة قد صدرت بعيد تأسيس حزب البعث عام 1947 على يد كل من عبد الله الريماوي وعبد الله نعواس ونشط فيها كل من كمال ناصر وراجي صهيون وطلعت البرغوثي. 